# Cyathula humbertiana
Cyathula humbertiana är en amarantväxtart som beskrevs av Alberto Judice Leote Cavaco. Cyathula humbertiana ingår i släktet Cyathula, och familjen amarantväxter. Inga underarter finns listade i Catalogue of Life.